# Neuropiratage
 (décembre 2021).
La mise en forme du texte ne suit pas les recommandations de Wikipédia : il faut le « wikifier ».
Les points d'amélioration suivants sont les cas les plus fréquents. Le détail des points à revoir est peut-être précisé sur la page de discussion.
- Les titres sont pré-formatés par le logiciel. Ils ne sont ni en capitales, ni en gras.
- Le texte ne doit pas être écrit en capitales (les noms de famille non plus), ni en gras, ni en italique, ni en « petit »…
- Le gras n'est utilisé que pour surligner le titre de l'article dans l'introduction, une seule fois.
- L'italique est rarement utilisé : mots en langue étrangère, titres d'œuvres, noms de bateaux, etc.
- Les citations ne sont pas en italique mais en corps de texte normal. Elles sont entourées par des guillemets français : « et ».
- Les listes à puces sont à éviter, des paragraphes rédigés étant largement préférés. Les tableaux sont à réserver à la présentation de données structurées (résultats, etc.).
- Les appels de note de bas de page (petits chiffres en exposant, introduits par l'outil «  Source ») sont à placer entre la fin de phrase et le point final[comme ça].
- Les liens internes (vers d'autres articles de Wikipédia) sont à choisir avec parcimonie. Créez des liens vers des articles approfondissant le sujet. Les termes génériques sans rapport avec le sujet sont à éviter, ainsi que les répétitions de liens vers un même terme.
- Les liens externes sont à placer uniquement dans une section « Liens externes », à la fin de l'article. Ces liens sont à choisir avec parcimonie suivant les règles définies. Si un lien sert de source à l'article, son insertion dans le texte est à faire par les notes de bas de page.
- La présentation des références doit suivre les conventions bibliographiques. Il est recommandé d'utiliser les modèles {{Ouvrage}}, {{Chapitre}}, {{Article}}, {{Lien web}} et/ou {{Bibliographie}}. Le mode d'édition visuel peut mettre en forme automatiquement les références.
- Insérer une infobox (cadre d'informations à droite) n'est pas obligatoire pour parachever la mise en page.

Pour une aide détaillée, merci de consulter Aide:Wikification.
Si vous pensez que ces points ont été résolus, vous pouvez retirer ce bandeau et améliorer la mise en forme d'un autre article.

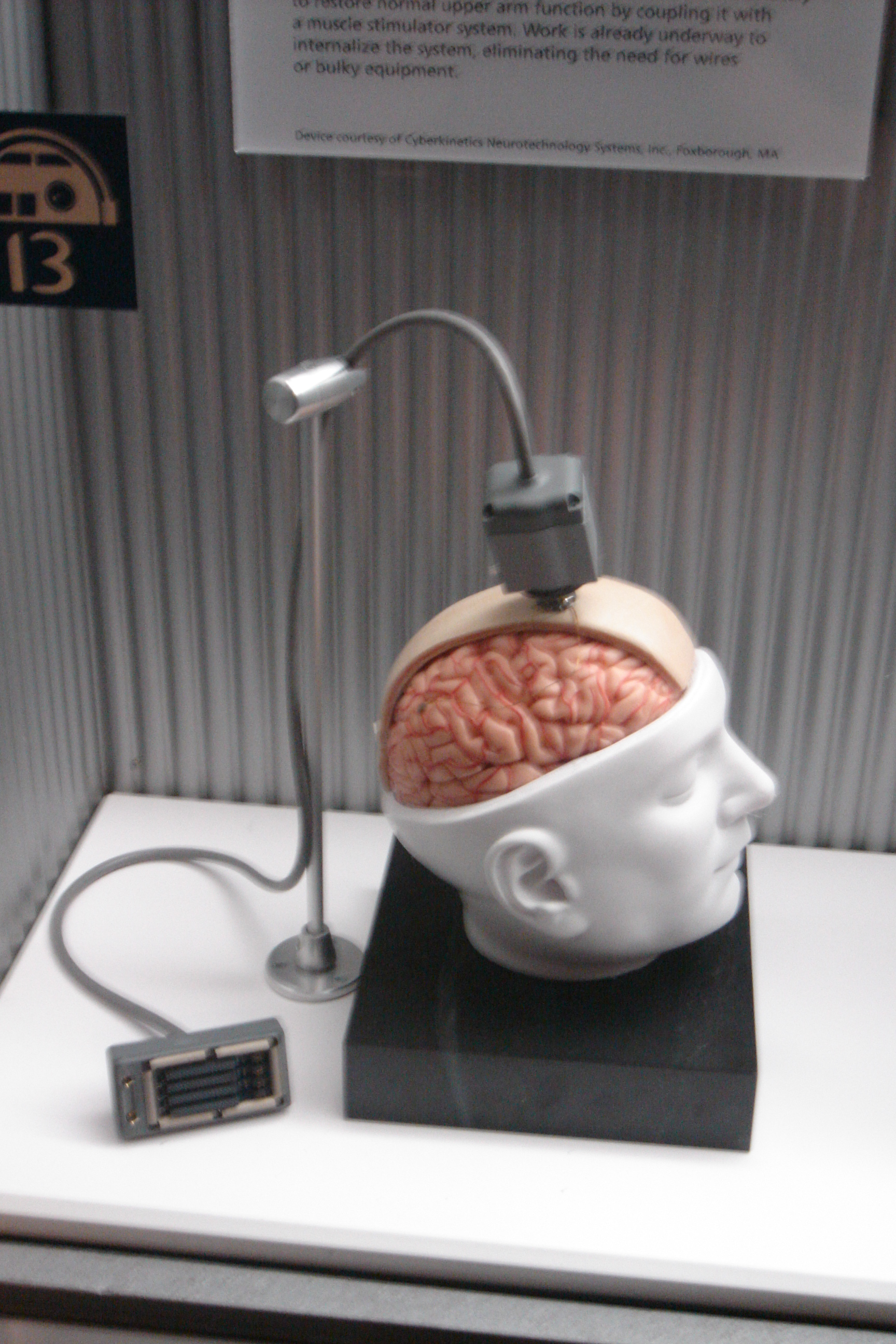

Le neuropiratage (de l'anglais « neurohacking »; voir également neuroingénierie dans la culture populaire) est la récupération de l'information à partir du cerveau (comme des mots de passe, des lieux, etc.) sans le consentement de l'intéressé; actuellement, aucune technologie n'existe pour mettre en pratique une telle tactique. Le concept a été largement utilisé en science-fiction (ex : le film « Matrix »,«Ultimate Game » ou «Ghost in the Shell »). Pour la récupération des données, c'est typiquement une sorte d'interface homme-machine qui est utilisée, par laquelle l'activité du cerveau, des neurones, des synapses est d'une certaine façon capturée ou enregistrée pour être traitée numériquement,. Toutes ces techniques de représentation des cartographies cérébrales nécessitent le traitement algorithmique de méga-données ayant recours à l’apprentissage profond et l’intelligence artificielle.  Les promoteurs de ce concept se réfèrent généralement à l'imagerie à résonance magnétique (IRM) ou la magnéto encéphalographie (MEG) pour soutenir la plausibilité de ce principe. Bien qu'une certaine forme de neuro-imagerie pourrait aujourd'hui être utilisée, la précision de n'importe laquelle des méthodes actuelles en est très loin. Par exemple, il est admis qu'un tel neuropiratage requerrait la détection de l'état de chaque neurone individuellement (approximativement 1 micromètre de diamètre) alors que la résolution de l'EEG est de l'ordre de plusieurs milliers de neurones et les autres systèmes sont même moins précis que cela. Il est estimé qu'un neuropiratage de la sorte ne sera pas utilisable en pratique avant plusieurs décennies.

## Sa place dans lebiohacking
Depuis des années, les bio-hackers implantent des magnets ou autres objets électroniques dans différentes parties de leur corps, ce qui leur permet d’allumer des lumières ou une imprimante d’un seul mouvement de bras. Il ne s’agit plus de réparer un corps souffrant mais d’augmenter des aptitudes cognitives individuelles voire les performances collectives d’un corps social. Mais aux alentours des années 2000, ces implants ont été plus loin puisque certaines personnes se sont fait installer un « BrainGate », soit un dispositif implanté dans un nerf (par exemple celui du bras). Ce système pourrait leur permettre de contrôler un robot par le simple biais de leurs pensées, mais il pourrait également avoir un rôle thérapeutique, puisqu’il a été observé que cela avait aidé une personne paralysée à pouvoir retrouver des sensations dans le bras. Comme le montre la série Biohackers, un techno-thriller allemand créée par Christian Ditter, lancée sur Netflix le 20 août 2020.

## Critiques et craintes
A la différence des autres secteurs de la santé, dans lesquels les acteurs industriels agissent en s’appuyant sur un socle de culture scientifique et médicale orienté vers les malades en tant qu’objets biologiques complexes, dans celui des neurotechnologies, de puissants entrants issus du commerce en ligne, des réseaux sociaux et du monde des véhicules électriques brisent tous les cadres avec la promesse hâtive de « libérer la puissance du cerveau »
Le neuropiratage paraît aujourd’hui de plus en plus réel puisque nombreux sont les gens qui craignent que les GAFAM prennent le contrôle de leur cerveau, avec des moyens concrets et actuels. Ils pourraient, selon eux, se servir de leur ADN, des traces qu’ils laissent sur Internet, de leurs dossiers médicaux numérisés, des nanotechnologies, des mégadonnées ou encore des prothèses électroniques ou d’autres objets connectés.
Une expérience du professeur Tonegawa encourage ces peurs, puisqu’il a réussi en 2013 à modifier les souvenirs d’une souris génétiquement modifiée, et ce par le biais de la manipulation de cellules de l’hippocampe, grâce à des empreintes biologiques appelées « engrammes ».
D’autres expériences ont pu prouver par les « Interfaces neuronales directes » qu’il existait une similarité évidente entre la matière grise de notre cerveau et le silicium des ordinateurs. Même si l’on ne s’en rend pas forcément compte, les technologies prennent de plus en plus de place dans la manière d’appréhender son corps, pour surveiller son stress, son cœur ou encore parfois ses émotions. Ici ce qui inquiète sont surtout le vol d’informations privées ou l’endommagement du cerveau.
Bien que certains processus du cerveau soient similaires à ceux de la souris ou à ceux d'un ordinateur, manipuler un cerveau humain n’est pas encore possible scientifiquement.
En 2020, l'arrivée du premier prototype Neuralink d'Elon Musk commençait à sérieusement inquiéter les experts en sécurité. Son idée, relier le cerveau humain à une machine grâce à un implant. La start-up Neuralink est dignes de la science-fiction, elle souhaiterait à l'avenir pouvoir « interconnecter le cerveau humain et un ordinateur ». Cela inquiète car un système informatique ne peut pas être infaillible, ou du moins pas encore, selon des experts en sécurité informatique cela pourraient rendre « l'humanité vulnérable » et nous rendre « hackables ». Cela signifierait la possibilité d'avoir accès à nos pensées, nos souvenirs, etc. Et pourrait s'avérer d'autant plus dangereux face à des individus détenant des informations liées à la sécurité d'un pays.
De plus, ce serait modifier notre cerveau pour le rendre apte à avoir un implant connecté.
Un danger également pointé par le Dr Sasitharan Balasubramaniam, directeur de recherche au sein du groupe des logiciels et systèmes de télécommunications de l'Institut de technologie de Waterford (TSSG): « Quel type de dommages une attaque causera au cerveau : effacera-t-elle vos compétences ou les perturbera-t-elle ? Quelles seront les conséquences - se présenteront-elles sous la forme d'une simple nouvelle information introduite dans le cerveau, ou iront-elles jusqu'à endommager des neurones, ce qui entraînerait un processus de réorganisation du cerveau capable de perturber ensuite votre pensée ? ».
Néanmoins, tout cela n'a pas que des points négatifs mais pourrait aussi en théorie permettre de soigner des maladies comme Alzheimer, Parkinson, etc. La stimulation cérébrale profonde est déjà utilisée dans le traitement de la maladie de Parkinson, de la maladie de Gille de La Tourette, des troubles obsessionnels compulsifs résistants, de la dépression résistante.
Moran Cerf, ancien hacker mondialement connue devenue neuro scientifique met en garde sur ces nouvelles pratiques à venir : « Ne croyez pas tout ce que vous pensez ! » Car pirater le cerveau humain est aussi simple que de pirater un système informatique.

## Sa place dans la littérature
La science-fiction contemporaine laisse une large part à l’archétype d’une humanité transcendée. Ses récits mettent en scène des personnages qui dépassent leurs conditions de mortels et défient les lois de la nature à l’aide de modification provenant d’intervention technoscientifique.  
La figure du héros / anti-hero jauge entre l’homme transformé et augmenté par la neuroscience / technoscience et, l’homme qui résiste, s’échappe et combat un monde étouffant et mensonger où les avancées scientifiques rime plus avec soumission qu’avec progrès. 
Dans « Les Cantos d’Hypérion », Dan Simmons introduit le « cruciforme », une sorte de parasite en forme de croix qui une fois placé sur la peau d’un hôte, copie ses échantillons d’ADN et sa mémoire. Après la mort accidentelle ou naturelle de celui-ci, le parasite est capable d’intégralement recréer le corps et l’esprit de son propriétaire, lui permettant ainsi de renaître. Cependant, cette transcendance technoscientifique se révèle n’être qu’un piège aliénant tendu par le TechnoCentre pour utiliser le potentiel neuronal et électrique des humains à son profit.
Dans la trilogie de L'Aube de la nuit de Peter F. Hamilton, Joshua, le héros, bénéficie d’améliorations génétiques et d’implants neuronaux lui permettant d’user de son cerveau comme d’une machine informatique.
La technoscience et l'homme ont inspiré les écrivains comme :  
- La Musique du sang, Greg Bear, publié en 1983
- Dune, Frank Herbert, publié en 1965, adapté au cinéma en 2021
- Lire le cerveau : neuro-science-fiction, Pierre Cassou-Noguès, publié en 2012[11].
- La Sonate Hydrogène, Iain Banks, Seuil, publié en 2012
- L’aube de la nuit, Peter F. Hamilton
- Les Cantos d’Hypérion, Dan Simmons
- Ghost in the Shell, Masamune Shirow
- Auprès de moi toujours, Kazuo Ishiguro
- Homunculus, Hideo Yamamoto

## Sa place dans le cinéma
- Série: Black Mirror, Charlie Brooker, sortie en 2011
- Trilogie Matrix, Lana Wachowski, Lilly Wachowski, sortie en 1999
- Ultimate game, Mark Neveldine, Brian Taylor, sortie en 2009
- Lucy, Luc Besson, sortie en 2014
- Bienvenue à Gattaca, Andrew Niccol
- Time Out, Andrew Niccol